# Aralık (Bismil)
Aralık ist ein ehemaliges Dorf im Landkreis Bismil der türkischen Provinz Diyarbakır. Aralık liegt etwa 60 km südöstlich der Provinzhauptstadt Diyarbakır und 4 km südlich von Bismil. Aralık hatte laut der letzten Volkszählung 2859 Einwohner (2014). Das Dorf entstand um das Jahr 1740. Seit einer Gebietsreform 2014 ist der Ort ein Machalla|Ortsteil der Kreisstadt Bismil.
Die Bevölkerung besteht hauptsächlich aus sunnitischen Türken. Aralık ist neben Bakacak, Eliaçık, Karamusa, Köseli, Recep, Türkmenhacı und Ulutürk eines der wenigen von Türken besiedelten Dörfer in der Provinz Diyarbakır.